# 루이즈 본드윌리엄스
루이즈 프랜시스 본드윌리엄스(영어: Louise Frances Bond-Williams, 1982년 5월 14일 ~ )는 영국의 펜싱 선수로 주 종목은 사브르이다. 2004년 하계 올림픽과 2012년 하계 올림픽의 여자 사브르 개인전에 출전하였다. 2012년 하계 올림픽의 여자 사브르 개인전의 32강에서 그녀는 그리스의 바실리키 부지우카에게 8-15로 패하며 탈락하였다.
본드윌리엄스는 치핑캠프던 스쿨과 오하이오 주립 대학교를 졸업했다.